# Port lotniczy Shenzhen
Port lotniczy Shenzhen (IATA: SZX, ICAO: ZGSZ) – międzynarodowy port lotniczy położony 35 km od centrum Shenzhen, w prowincji Guangdong. Jest jednym z największych portów lotniczych w południowych Chinach. Jest główną bazą dla China Eastern Airlines oraz Shenzhen Airlines.

## Linie lotnicze i połączenia
Lotnisko obsługiwane jest przez 46 linii lotniczych, które oferują bezpośrednie połączenia do 157 portów lotniczych w 29 krajach Azji, Europy, Ameryki Północnej i Oceanii:
| Linia lotnicza            | Kierunek |
| ------------------------- | --- |
| AirAsia                   | 1. Kota Kinabalu 2. Kuala Lumpur 3. Penang (od 29 października 2024) |
| Air China                 | 1. Pekin 2. Pekin-Daxing 3. Chengdu-Tianfu 4. Chongqing 5. Dazhou 6. Frankfurt 7. Guiyang 8. Hangzhou 9. Johannesburg 10. Los Angeles 11. Szanghaj-Pudong 12. Tiencin 13. Wuhan |
| Air Travel                | 1. Liupanshui 2. Nankin |
| All Nippon Airways        | 1. Tokio-Haneda |
| Asiana Airlines           | 1. Seul-Inczon |
| Cambodia Airways          | 1. Phnom Penh |
| Chengdu Airlines          | 1. Beihai 2. Chengdu-Shuangliu 3. Xingyi |
| China Airlines            | 1. Kaohsiung 2. Tajpej-Taoyuan |
| China Eastern Airlines    | 1. Bangkok-Suvarnabhumi 2. Pekin-Daxing 3. Hangzhou 4. Jinggangshan 5. Jinzhou 6. Kunming 7. Lanzhou 8. Nanchang 9. Nankin 10. Ningbo 11. Szanghaj-Hongqiao 12. Szanghaj-Pudong 13. Taiyuan 14. Wuhan 15. Wuxi 16. Xi'an |
| China Express Airlines    | 1. Chongqing 2. Wenshan |
| China Southern Airlines   | 1. Amsterdam 2. Ankang 3. Anyang 4. Bangkok-Don Muang 5. Bangkok-Suvarnabhumi 6. Pekin-Daxing 7. Bijie 8. Changchun 9. Changde 10. Changzhou 11. Chengdu-Shuangliu 12. Chengdu-Tianfu 13. Chongqing 14. Dali 15. Dalian 16. Dandong 17. Datong 18. Denpasar 19. Dubaj 20. Fuyang 21. Guangyuan 22. Guiyang 23. Haikou 24. Hangzhou 25. Hanoi 26. Harbin 27. Hefei 28. Heze 29. Ho Chi Minh 30. Hohhot 31. Huangshan 32. Dżakarta 33. Jiamusi 34. Jinan 35. Jining 36. Kuala Lumpur 37. Kunming 38. Lanzhou 39. Lianyungang 40. Lijiang 41. Liuzhou 42. Lüliang 43. Luoyang 44. Luzhou 45. Meksyk 46. Mianyang 47. Moskwa-Szeremietiewo 48. Mudanjiang 49. Nanchong 50. Nankin 51. Nanyang 52. Ningbo 53. Ordos 54. Phnom Penh 55. Qingdao 56. Qinhuangdao 57. Qiqihar 58. Rijad 59. Sanya 60. Seul-Inczon 61. Szanghaj-Hongqiao 62. Szanghaj-Pudong 63. Shenyang 64. Shiyan 65. Singapur 66. Sydney 67. Tajpej-Taoyuan 68. Taiyuan 69. Tokio-Narita 70. Urumczi 71. Wanzhou 72. Wenshan 73. Wenzhou 74. Wuhan 75. Wuxi 76. Xi'an 77. Xining 78. Xishuangbanna 79. Yan'an 80. Yancheng 81. Rangun 82. Yanji 83. Yinchuan 84. Yiwu 85. Zhangjiajie 86. Zhengzhou 87. Zhoushan 88. Zunyi-Maotai |
| China United Airlines     | 1. Pekin-Daxing 2. Wenzhou |
| Chongqing Airlines        | 1. Chongqing 2. Hechi 3. Taizhou 4. Wushan |
| Colorful Guizhou Airlines | 1. Baise 2. Chengdu-Tianfu |
| Donghai Airlines          | 1. Pekin-Daxing 2. Changchun 3. Changzhi 4. Chengdu-Tianfu 5. Dalian 6. Datong 7. Haikou 8. Hangzhou 9. Harbin 10. Huaihua 11. Jingzhou 12. Kunming 13. Lanzhou 14. Lianyungang 15. Mohe 16. Nankin 17. Nantong 18. Qingdao 19. Qingyang 20. Szanghaj-Pudong 21. Shenyang 22. Taiyuan 23. Wuxi 24. Xi’an 25. Xishuangbanna 26. Yichang 27. Yiwu 28. Zhengzhou 29. Zhoushan |
| Fuzhou Airlines           | 1. Yichang |
| Hainan Airlines           | 1. Auckland 2. Pekin 3. Bruksela 4. Budapeszt 5. Kair 6. Chengdu-Shuangliu 7. Chongqing 8. Dalian 9. Guiyang 10. Haikou 11. Hangzhou 12. Hanzhong 13. Harbin 14. Hohhot 15. Jinan 16. Kashgar 17. Kunming 18. Lanzhou 19. Madryt (od 19 listopada 2024) 20. Mediolan-Malpensa 21. Nankin 22. Nanyang 23. Paryż-Charles de Gaulle 24. Qingdao 25. Qionghai 26. Rizhao 27. Rzym-Fiumicino 28. Sanya 29. Szanghaj-Pudong 30. Shenyang 31. Taiyuan 32. Tel Awiw 33. Tiencin 34. Tongren 35. Urumczi 36. Vancouver 37. Wiedeń 38. Wenzhou 39. Xiamen 40. Xi'an 41. Xining 42. Xuzhou 43. Yulin (Shaanxi) 44. Zhengzhou |
| Hebei Airlines            | 1. Shijiazhuang |
| Juneyao Airlines          | 1. Lijiang 2. Szanghaj-Hongqiao 3. Szanghaj-Pudong 4. Yichang |
| Korean Air                | 1. Seul-Inczon |
| Kunming Airlines          | 1. Kunming 2. Mang |
| Lion Air                  | Czartery: 1. Denpasar |
| Longjiang Airlines        | 1. Chifeng 2. Harbin |
| Loong Air                 | 1. Changchun 2. Chengdu-Tianfu 3. Enshi 4. Hangzhou 5. Harbin 6. Heze 7. Rizhao 8. Ulanhot 9. Xining 10. Xuzhou |
| Lucky Air                 | 1. Kunming |
| Mahan Air                 | 1. Teheran-Imam Khomeini |
| Okay Airways              | 1. Anqing 2. Changchun 3. Haikou 4. Jiujiang 5. Shijiazhuang 6. Tiencin 7. Xi’an 8. Yangzhou |
| Ruili Airlines            | 1. Wuxi |
| Shandong Airlines         | 1. Jinan 2. Qingdao 3. Shangrao 4. Shenyang 5. Weihai 6. Wuyishan 7. Yantai |
| Shanghai Airlines         | 1. Szanghaj-Hongqiao |
| Shenzhen Airlines         | 1. Bangkok-Suvarnabhumi 2. Baotou 3. Barcelona 4. Bazhong 5. Pekin 6. Changbaishan 7. Changchun 8. Changzhou 9. Chengdu-Shuangliu 10. Chengdu-Tianfu 11. Chizhou 12. Chongqing 13. Dalian 14. Diqing 15. Doha (od 29 października 2024) 16. Dunhuang 17. Haikou 18. Hangzhou 19. Hanoi 20. Harbin 21. Hefei 22. Heihe 23. Ho Chi Minh 24. Hohhot 25. Czedżu 26. Jinan 27. Jingdezhen 28. Jixi 29. Karamay 30. Kuala Lumpur 31. Kunming 32. Lanzhou 33. Lijiang 34. Linyi 35. Londyn-Heathrow 36. Manila 37. Mianyang 38. Nagoja 39. Nanchang 40. Nankin 41. Nanning 42. Nantong 43. Ningbo 44. Osaka-Kansai 45. Panzhihua 46. Penang 47. Phnom Penh 48. Phuket 49. Qingdao 50. Quanzhou 51. Sanya 52. Sapporo-Chitose 53. Seul-Inczon 54. Szanghaj-Hongqiao 55. Szanghaj-Pudong 56. Shaoyang 57. Shenyang 58. Shijiazhuang 59. Singapur 60. Tajpej-Taoyuan 61. Taiyuan 62. Taizhou 63. Tiencin 64. Tokio-Narita 65. Urumczi 66. Wenzhou 67. Wuhan 68. Wuhu 69. Wuxi 70. Xi'an 71. Xiangyang 72. Xining 73. Yangzhou 74. Yantai 75. Yibin 76. Yichang 77. Yichun (Jiangxi) 78. Yinchuan 79. Yining 80. Yuncheng 81. Zhaotong 82. Zhengzhou                                                    |
| Sichuan Airlines          | 1. Chengdu-Shuangliu 2. Chongqing 3. Nyingchi 4. Xi'an 5. Xichang |
| Singapore Airlines        | 1. Singapur |
| Sky Shuttle               | 1. Makau-Terminal Promowy |
| Spring Airlines           | 1. Changchun 2. Chongqing 3. Dalian 4. Dongying 5. Harbin 6. Huai'an 7. Lanzhou 8. Nankin 9. Nanyang 10. Ningbo 11. Szanghaj-Hongqiao 12. Shaoyang 13. Shenyang 14. Shijiazhuang 15. Tongliao 16. Wuhan 17. Xi'an 18. Zunyi-Xinzhou |
| Suparna Airlines          | 1. Changchun 2. Hulun Buir 3. Hangzhou 4. Hohhot 5. Jinan 6. Linfen 7. Longnan 8. Nankin 9. Szanghaj-Pudong 10. Turfan 11. Urumczi 12. Zhengzhou |
| Thai AirAsia              | 1. Bangkok-Don Muang |
| Thai Lion Air             | 1. Bangkok-Don Muang |
| Tianjin Airlines          | 1. Chongqing 2. Tiencin |
| Tibet Airlines            | 1. Chengdu-Shuangliu 2. Lhasa 3. Mianyang 4. Xi'an |
| Uni Air                   | 1. Tajpej-Taoyuan |
| West Air                  | 1. Chongqing 2. Hefei 3. Jinan 4. Zhengzhou |
| Xiamen Air                | 1. Pekin-Daxing 2. Changchun 3. Chongqing 4. Fuzhou 5. Hangzhou 6. Harbin 7. Luzhou 8. Quzhou 9. Szanghaj-Hongqiao 10. Shenyang 11. Tiencin 12. Xiamen |